# Pabellón París
El Pabellón Chileno o Pabellón París, es un edificio ubicado en la comuna de Estación Central, en Santiago de Chile, que alberga desde 1992 al Museo Artequin.
Es uno de los mejores ejemplos de la arquitectura de cristal y hierro en Chile.
Fue construido en Francia, en 1889, con el fin de representar a Chile en la Exposición Universal de París que se celebró en el centenario de la toma de la Bastilla, que dio inicio a la Revolución Francesa. Luego de la exposición en la capital francesa, fue desmontado y embarcado a Valparaíso, y luego transportado a Santiago, siendo rearmado en 1894.
En 1986, fue declarado «Monumento Histórico Nacional» por el Ministerio de Educación de Chile.

## Historia
Durante el gobierno de José Manuel Balmaceda, Chile fue invitado a participar en la Exposición Universal que la República Francesa estaba organizando en su capital. En aquella época Carlos Antúnez era el ministro plenipotenciario chileno en Francia.
Antúnez fue el responsable de presentar un edificio que representara al país en dicha muestra mundial, decidiendo entonces que el edificio fuera desmontable, para no perder la inversión y poder trasladarlo a Chile, una vez concluida la exposición, y que los materiales de la estructura serían hierro, acero y zinc, los cuales adquirieron auge con la Revolución Industrial. Esta decisión se tomó debido a que no se podía recurrir a una representación basada en civilizaciones antiguas o a una casa tradicional chilena. 
Se propuso entonces una construcción elegante y moderna, utilizando hierro, un material innovador para la arquitectura de la época, lo que reflejó el deseo de proyectar una imagen de modernidad y progreso. Para tales efectos convocó a un concurso y, finalmente, el trabajo fue adjudicado por el arquitecto francés Henri Picq.
El pabellón fue rearmado y montado en la «Quinta Normal», en 1894, para albergar la Exposición de Minería y Metalurgia, realizada ese mismo año. Una vez terminada ésta, fue destinado para el uso de diversas instituciones. En 1968, se instala en el edificio el Museo Nacional Aeronáutico y del Espacio, y desde 1992, luego del traslado del anterior a unas nuevas dependencias, pasó a ser ocupado por el Museo Artequin.

## Recepción del edificio
La instalación del Pabellón Chileno se situó como parte de la invitación a las llamadas «Repúblicas del Nuevo Mundo». La revista de la Exposición Universal detalla una breve descripción, a modo de crítica, de cómo fue vista la instalación del edificio en París. Al respecto se señala que: 

La República de Chile ha construido un palacio sólido, de hierro y cemento aglomerado, espaciosa granja rectangular, de colores opacos, de una policromía sin brillo y que muy pronto debe ser transportado á Santiago, donde servirá de museo en la Quinta Normal, especie de jardín botánico. Desgraciadamente, parece casi vacío, y su mediana instalación no es la más á propósito para llamar la atención.
Francisco D'Ervy colaborador de Revista de la exposición universal de París en 1889.

El comentario sobre la «policromía sin brillo» y la instalación «mediana» sugiere que, en comparación con otros pabellones, el chileno no logró captar la atención del público en París. Además, menciona que el edificio sería trasladado a la «Quinta Normal» en Santiago para convertirse en un museo, lo que sí resalta un aspecto práctico y funcional de la construcción.

## Edificio
El diseño del Pabellón, al estar erigido sobre un zócalo bajo y con pilares que enmarcan su entrada, refleja influencias de la arquitectura clásica. Sin embargo, también incorpora notables elementos del Art Nouveau, especialmente en su ornamentación. Este estilo se distingue por el uso de líneas asimétricas y sinuosas, inspiradas en formas orgánicas y naturales, como las vegetales. Estas características son visibles en la fachada del pabellón, así como en las estructuras de hierro que componen tanto los pilares como las barandas de las escaleras y del segundo piso.
El edificio posee una estructura metálica desarmable, de hierro, acero y zinc, combinada con vitrales y decorados de yeso y cemento.Tiene una planta cuadrada de 10 por 10 m, con dos pisos de 10 m de altura, que terminan en una gran cúpula vidriada central, junto a otras cuatro cúpulas más pequeñas, que se encuentran en las esquinas.

## Galería

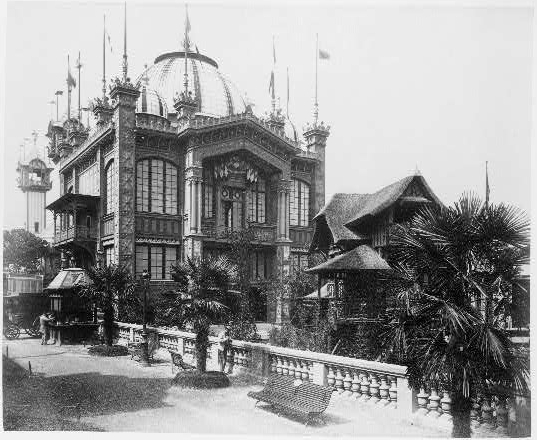
El Pabellón en la Exposición Universal de París de 1889
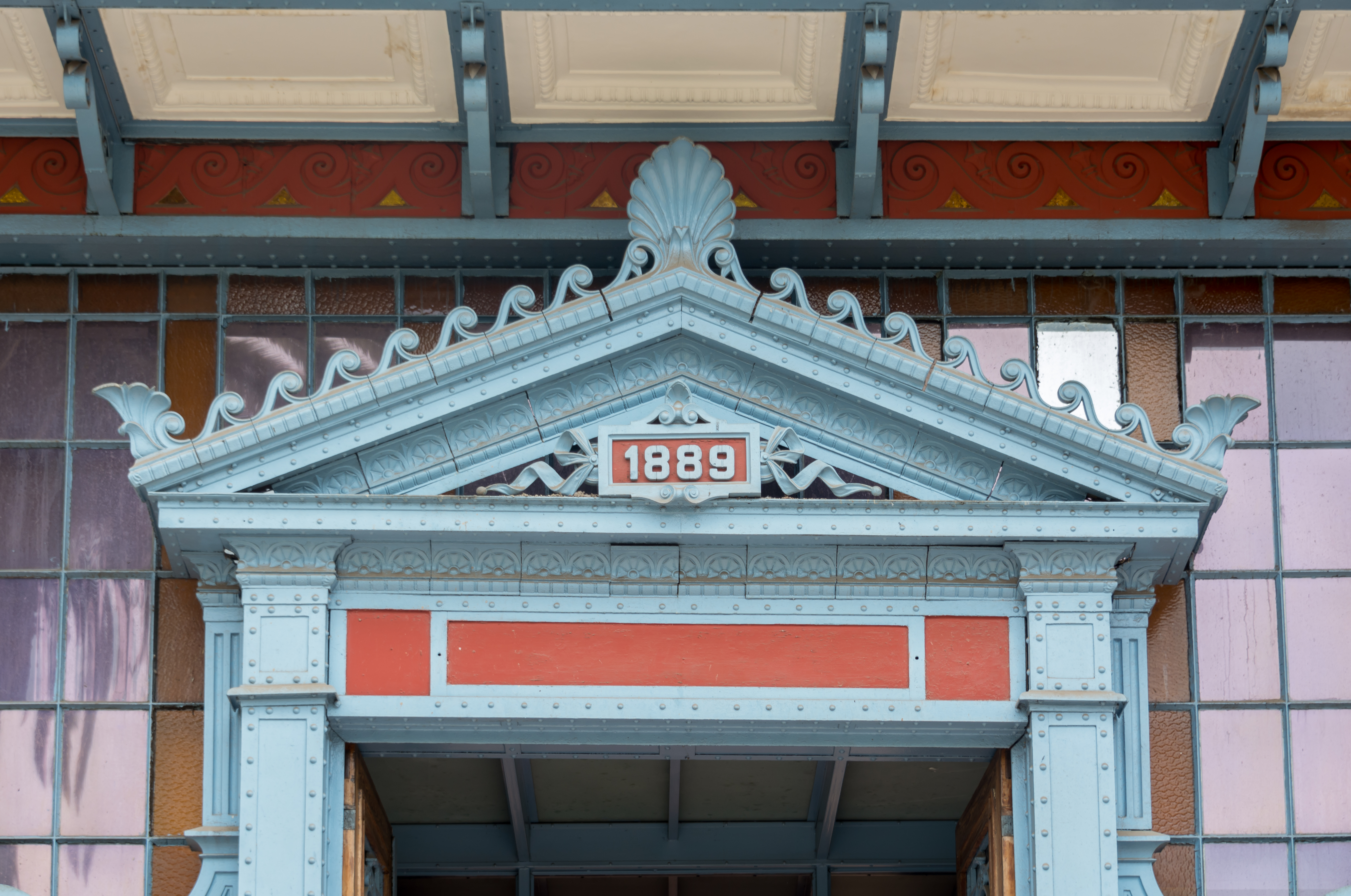
Frontón triangular de la puerta principal
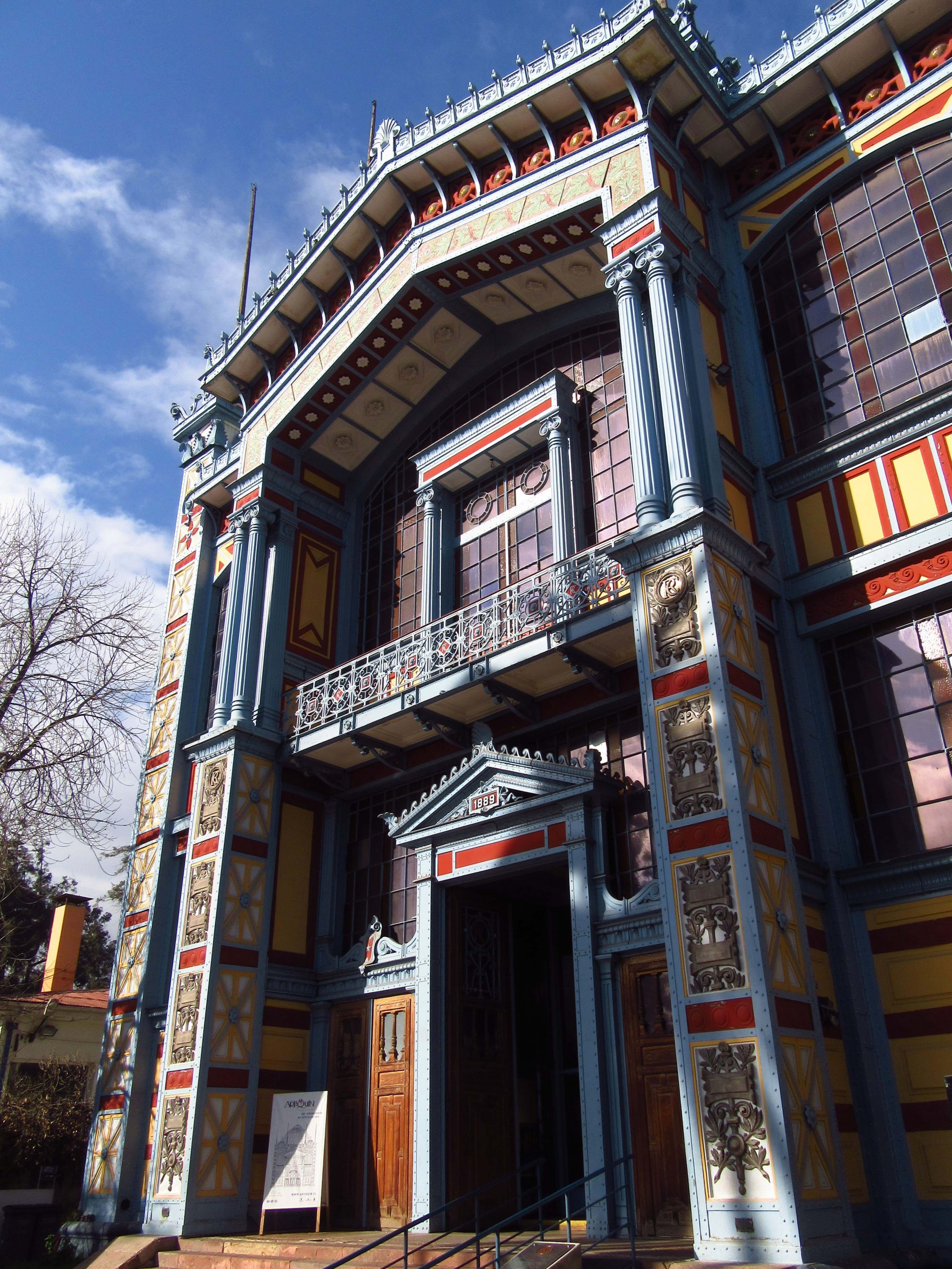
Entrada
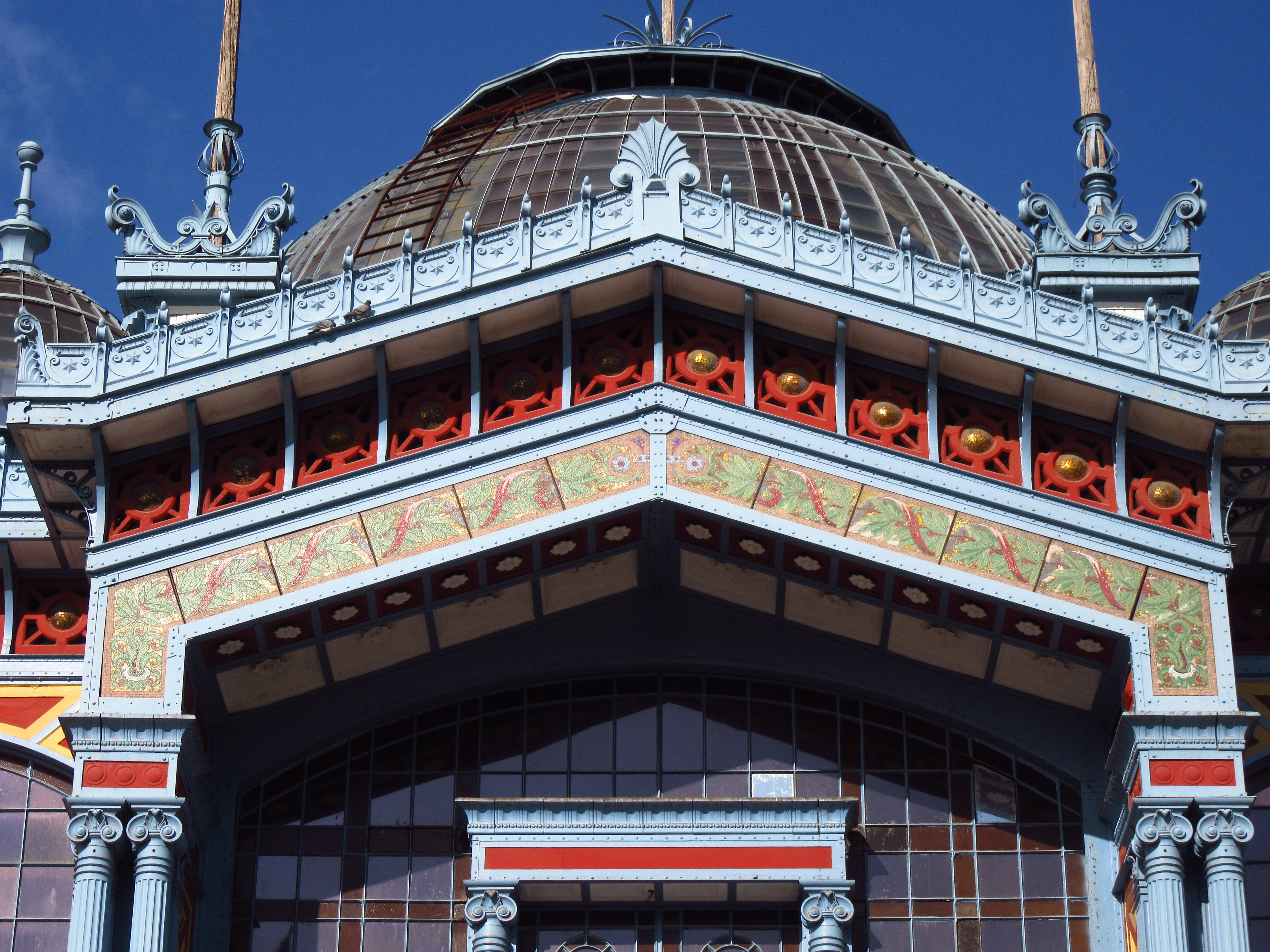
Ornamentación de la fachada
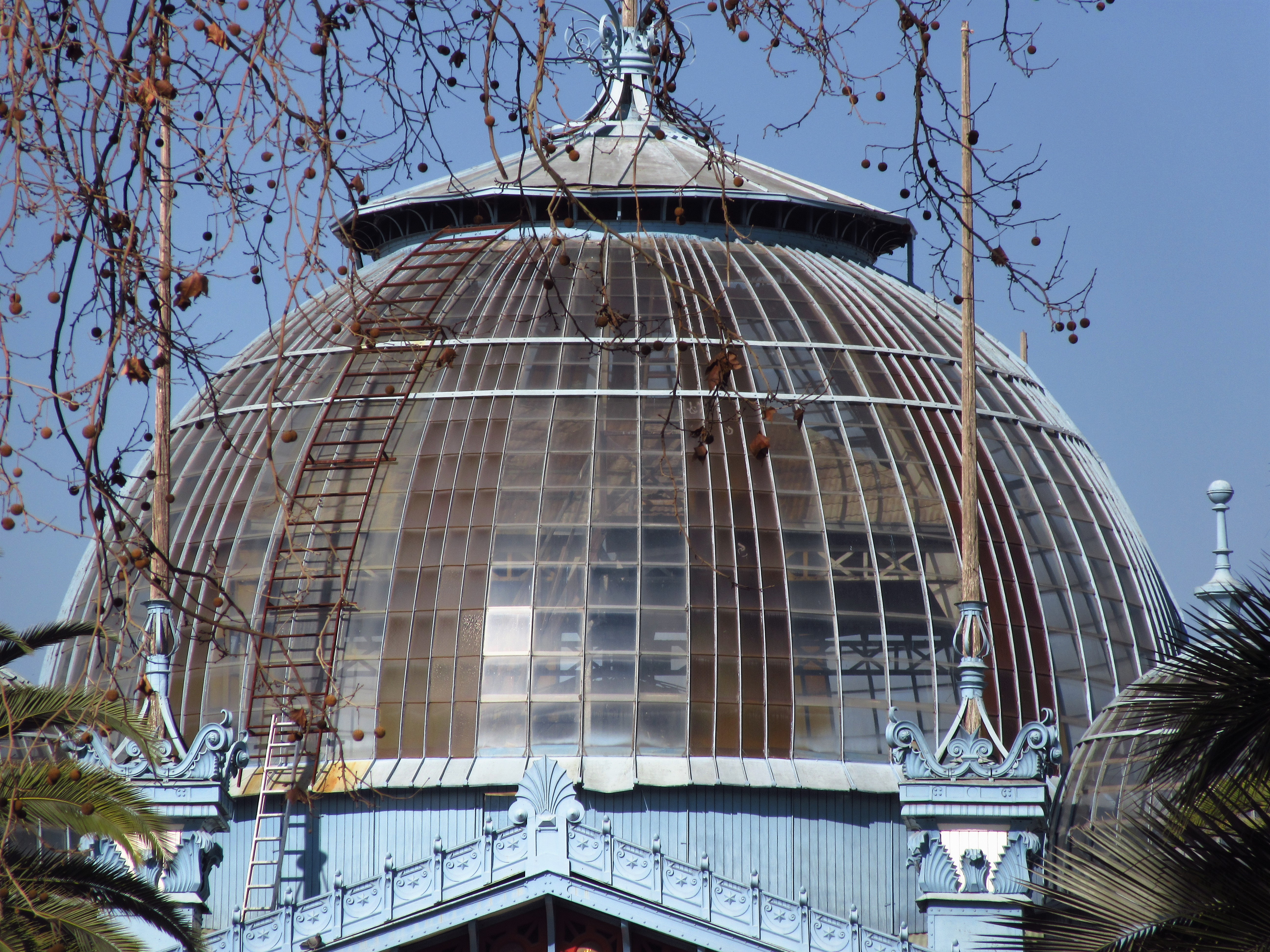
Cúpula semiesférica de la estructura
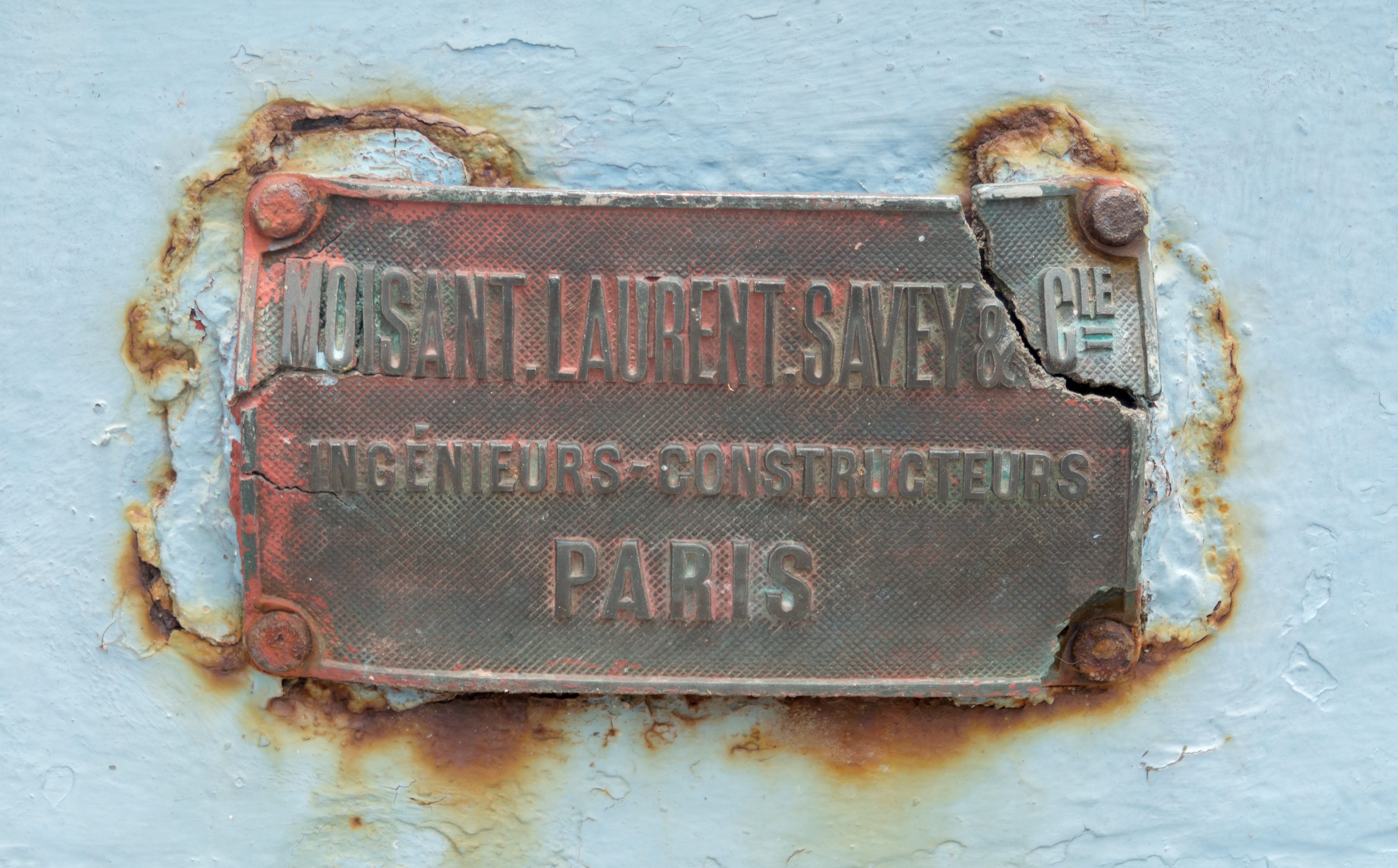
Placa del constructor